# アメリカ合衆国のピザ

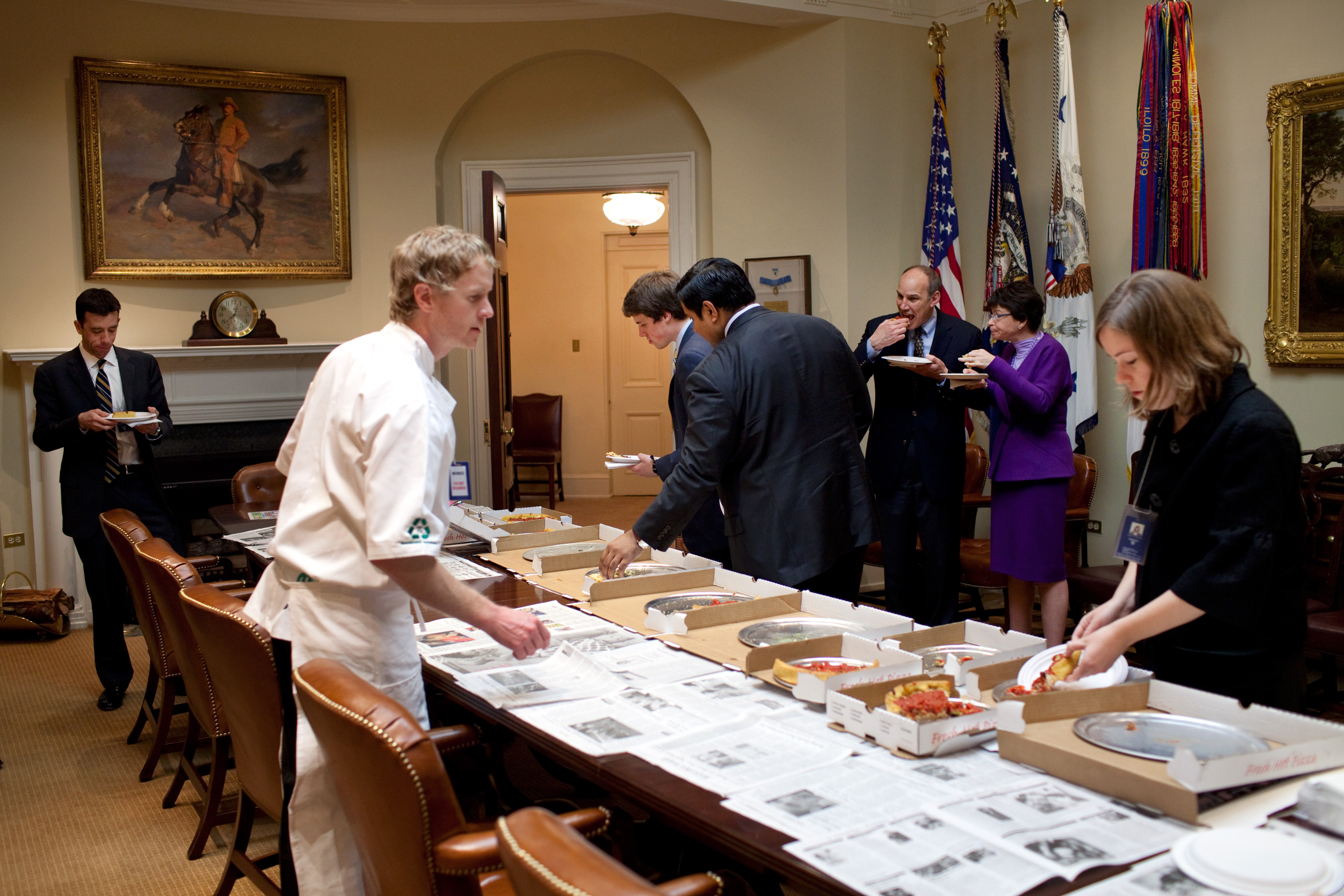
ホワイトハウスでのピザ試食会（2009年）

アメリカ合衆国のピザ（英語: Pizza in the United States）では、アメリカ合衆国で食されているピザについて概説する。

## 概要
アメリカ合衆国では、ピザは広く一般的に食されている。チーズや肉加工品をたっぷりと乗せたたボリュームのあるピザの人気が高い。これにタバスコをかけて食べる。
アメリカで生まれたデリバリーピザの店「ピザハット」は、全世界で16000店舗以上（2020年時点）を展開しており、世界最大規模のピザ店である。こういったことから、ピザはイタリア生まれの料理であるが、ピザを全世界に広めたのはアメリカと捉えることができる。

## 歴史

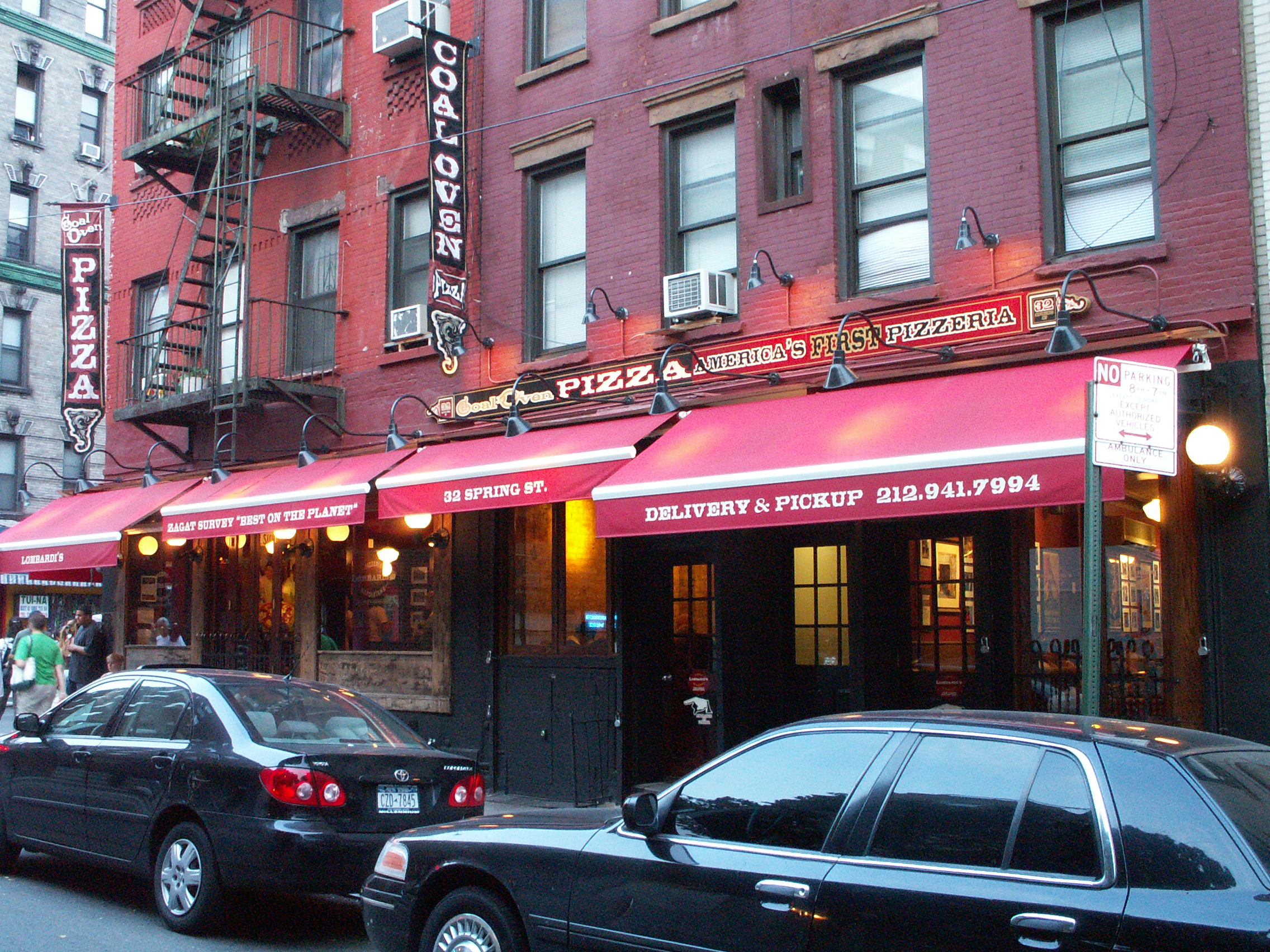
ロンバルディーズ（ニューヨーク市）はリトル・イタリー初のピッツェリアとされる。

19世紀末、多くのイタリア移民がアメリカ合衆国に渡ってきた。当時のイタリアではマルゲリータ王妃にピザが供され、ピザが広く一般的に食されるようになっていた時代でもある。ピザはイタリア移民やその子孫達が好んで食べる料理となった。
その後、ピザはストリートフードとして路上で移動販売されるようになり、更にはカフェなどでも提供されるようになった。
20世紀初頭に入ると、ピザ専門店も開業されるようになった。なお、アメリカ初のピザレストランがいずれかについては諸説ある。
第二次世界大戦後は、イタリア移民やその子孫以外にもピザは普及した。従軍してイタリア戦線で戦った兵士たちが、現地でイタリアの味に触れたことは、兵士たちがアメリカに帰還した後にピザが広く食べられるきっかけとなった。
ピザのレストランチェーンや宅配チェーンが生まれ、冷凍ピザがスーパーマーケットで販売されるようになり、ピザはアメリカの国民食のひとつと呼べるほどに一般的に親しまれるようになった。
こうして広く人気を獲得したピザは、アメリカにおいて、伝統的なイタリアのピザから独自の進化を遂げることになる。なお、日本に入ってきたピザは肉加工品やチーズなどが乗ったボリュームのあるピザで、これは典型的なアメリカのピザでもある。
近年は、環境や動物の権利を意識する流れが世界的に広まっていることもあって、アメリカでもビーガンやベジタリアン向けのピザも若い世代を中心に食べられるようになってきている。食材の素材を活かすような伝統的なイタリアのシンプルなピザはピザ生地の上にトマトソースとチーズをトッピングしたもので、肉や魚に由来するトッピングをしなければ、ベジタリアンと一緒でも楽しみやすい食事となる。肉や魚だけでなく乳製品もとらない人も少なくないため、「ビーガンチーズ」と呼ばれる植物性のチーズを使ったピザも見られるようになった。

## アメリカ発祥のピザ
アメリカで独自進化を遂げたピザを以下に例示する。
| 名称                 | 画像                 | 解説 |
| -------------------- | -------------------- | --- |
| シカゴピザ           | シカゴピザ           | アメリカで生まれたピザの典型。ピザが広くアメリカに普及する以前となる1943年に誕生した。「ディープディッシュ」と呼ばれる深皿に敷いたピザ生地に、ソースとチーズをなみなみと入れて焼くピザで、キッシュにも似る。 |
| デトロイトピザ       | デトロイトピザ       | デトロイトは自動車産業で知られる都市であり、自動車製造工場で使用するために作られた四角い型を焼き型として使用するため、四角形になる。厚めのピザ生地に肉加工品やチーズなどの具材をトッピングして焼き上げる。 |
| ニューヨークピザ     | ニューヨークピザ     | シカゴピザ、デトロイトピザとは違って薄いピザ生地を用いて、トマトソースとモッツァレッラチーズだけをトッピングする。薄くて大きいため、半分に折って食べる。。ニューヨーク市のみならず、アメリカの全国のどこでもよく見かけるピザであり、アメリカの学校の食堂や冷凍食品として売られているピザのほとんどが具材のシンプルなニューヨークピザである。 |
| カリフォルニア・ピザ | カリフォルニア・ピザ | 「グルメピザ」とも呼ばれ、丈夫なピザ生地の上に珍しいトッピングを盛りだくさんに乗せるのが特徴。具材の「新鮮さ」や「オーガニック」にこだわる店も多い。 |
| ハワイアンピザ       | ハワイアンピザ       | パイナップルとハムが乗ったピザ。ハワイ人の考案ではなく、ハワイ州発祥でもなく、ハワイで特に人気があるわけでもない。こちらもまたアメリカのピザの典型であるが、イタリア人からすると甘いパイナップルを塩気のあるピザの具に用いることは考えられない。                                                                                             |

この他にも、その土地の名前を冠した土地ごとのピザが多数ある。